# Наталі Плускота
Наталі Плускота (англ. Natalie Pluskota; нар. 2 листопада 1989) — колишня американська тенісистка.
Найвищу одиночну позицію світового рейтингу — 478 місце досягла 8 липня, 2013, парну — 157 місце — 16 вересня, 2013 року.
Здобула 4 парні титули туру ITF.
Завершила кар'єру 2016 року.

## Фінали ITF (4–6)

### Одиночний розряд (0–1)
| Легенда          |
| ---------------- |
| турніри $100,000 |
| турніри $75,000  |
| турніри $50,000  |
| турніри $25,000  |
| турніри $15,000  |
| турніри $10,000  |

| Фінали за покриттям |
| ------------------- |
| Тверде (0–1)        |
| Ґрунт (0–0)         |
| Трава (0–0)         |
| Килим (0–0)         |

| Результат | Ранг | Дата           | Категорія | Турнір                         | Покриття | Суперниця        | Рахунок  |
| --------- | ---- | -------------- | --------- | ------------------------------ | -------- | ---------------- | -------- |
| Поразка   | 1.   | 13 травня 2013 | $10,000   | Ландісвілл (Пенсільванія), США | Тверде   | Аліса Клейбанова | 3–6, 0–6 |

### Парний розряд (4–5)
| Легенда          |
| ---------------- |
| турніри $100,000 |
| турніри $75,000  |
| турніри $50,000  |
| турніри $25,000  |
| турніри $15,000  |
| турніри $10,000  |

| Фінали за покриттям |
| ------------------- |
| Тверде (4–4)        |
| Ґрунт (0–1)         |
| Трава (0–0)         |
| Килим (0–0)         |

| Результат | Ранг | Дата             | Категорія | Турнір                                     | Покриття | Партнерка          | Суперниці                        | Рахунок          |
| --------- | ---- | ---------------- | --------- | ------------------------------------------ | -------- | ------------------ | -------------------------------- | ---------------- |
| Поразка   | 1.   | 1 червня 2009    | $10,000   | Гілтон-Гед-Айленд (Південна Кароліна), США | Тверде   | Кейтлін Горіскі    | Жаклін Како Алісон Ріск          | 3–6, 6–3, [6–10] |
| Перемога  | 1.   | 11 липня 2011    | $10,000   | Атланта, США                               | Тверде   | Александра Черконі | Александра Гірш Аманда Макдавелл | 7–5, 4–6, 6–4    |
| Поразка   | 2.   | 16 липня 2012    | $10,000   | Евансвілл (Індіана), США                   | Тверде   | Меллорі Бердетт    | Дуань Їнїн Сюй Їфань             | 2–6, 3–6         |
| Поразка   | 3.   | 30 липня 2012    | $100,000  | Ванкувер, Канада                           | Тверде   | Жаклін Како        | Юлія Глушко Олівія Роговська     | 4–6, 7–5, [7–10] |
| Перемога  | 2.   | 15 жовтня 2012   | $25,000   | Рок-Гілл (Південна Кароліна), США          | Тверде   | Жаклін Како        | Сюй Цзеюй К'яра Шоль             | 6–2, 6–3         |
| Перемога  | 3.   | 5 листопада 2012 | $75,000   | Фінікс, США                                | Тверде   | Жаклін Како        | Ежені Бушар Ульрікке Ейкері      | 6–3, 2–6, [10–4] |
| Поразка   | 4.   | 29 липня 2013    | $100,000  | Ванкувер, Канада                           | Тверде   | Жаклін Како        | Шерон Фічмен Марина Заневська    | 2–6, 2–6         |
| Поразка   | 5.   | 10 березня 2014  | $10,000   | Орландо, США                               | Ґрунт    | Саллі Пірс         | Кетрін Белліс Алексіс Нелсон     | 2–6, 6–0, [9–11] |
| Перемога  | 4.   | 14 липня 2014    | $10,000   | Евансвілл (Індіана), США                   | Тверде   | Брук Остін         | Кетрін Гаррісон Мері Везерголт   | 6–4, 3–6, [11–9] |